# Ruslan Kisil'
Ruslan Serhijovyč Kisil' (in ucraino Руслан Сергійович Кісіль?; Novodonec'ke, 23 ottobre 1991) è un ex calciatore ucraino, di ruolo centrocampista.

## Carriera
Ha giocato nella massima serie ucraina e in quella maltese.